# Cupid (FIFTY FIFTY歌曲)
Cupid是韓國女子團體FIFTY FIFTY的一首歌曲，在2023年2月24日與單曲專輯《The Beginning: Cupid》共同發行，其英語版本亦稱為「Twin」版本，只由其中兩位成員Sio和Aran演唱。
這首歌的加快版在TikTok瘋傳後，成為首個獲得全球商業成功的小型K-POP唱片公司之一。Cupid不僅使FIFTY FIFTY首次登上美國告示牌百大單曲榜和英國單曲排行榜，也寫下出道以來最快登上兩者的韓國藝人，Cupid在告示牌百大單曲榜登上第17名，在排行榜維持時間長達10週而寫下K-POP女子組合歌曲在排行榜維持時間最長的紀錄，其單曲在英國登上第8名，則寫下首個登上英國排行榜前10名的K-POP女子組合；另外這首單曲登上韓國和澳洲排行榜前10名，以及告示牌美國除外全球單曲排行榜與紐西蘭排行榜第1名。

## 背景、發行、宣傳

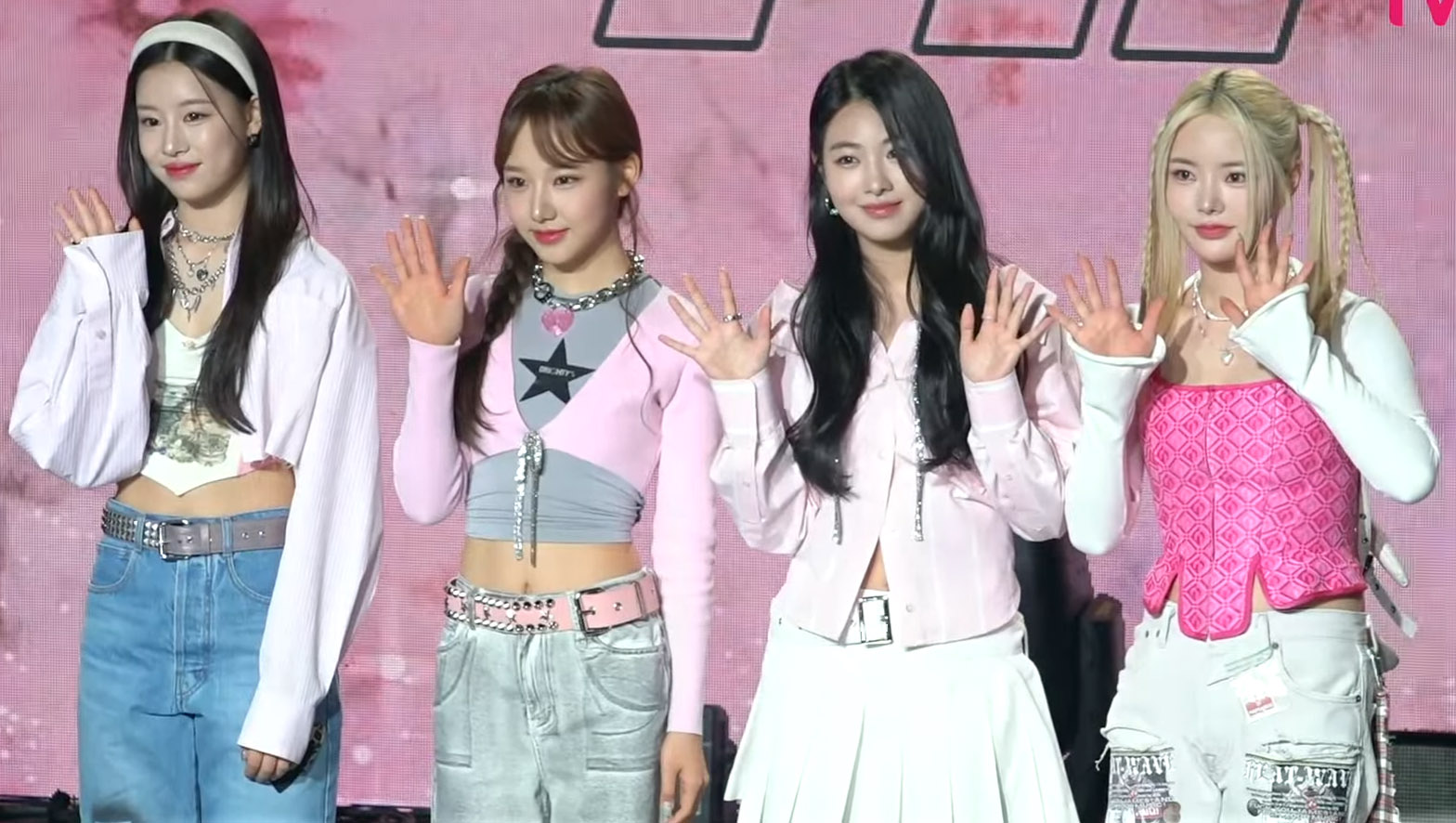
FIFTY FIFTY在2023年的記者會

FIFTY FIFTY作為韓國獨立唱片公司Attrakt的第一支偶像組合出道前接受了兩年的培訓，他們聯繫了創意顧問Siahn和他的開發團隊The Givers來管理這個組合，其組合包括成員Aran、Keena、Saena、和Sio；他們的聲樂是由Siahn為國際觀眾量身定制的，包括K-POP粉絲以外的觀眾，旨在偏離當時韓國流行音樂行業的規範。在Cupid正式發行前，該組合在2022年11月出道時發行首張迷你專輯《The Fifty》，其主打曲為Higher。
2023年2月15日，Attrakt在FIFTY FIFTY官方社群帳號發布行程表，並宣布在2月24日發行組合首張單曲專輯，3天後，公布單曲專輯名稱《The Beginning: Cupid》，內含Cupid的三個版本，分別以韓語演唱的主版本、由Sio和Aran以英語演唱的「Twin」版本，以及伴奏版，「Twin」版本之所以如此命名，是因為它與原版基本相同，但有一些變化，而Siahn打算讓這首歌在全球銷售。如行程表所述，單曲於2023年2月24日在各大音樂平台發布。
Cupid的音樂錄影帶預告分別在2月20日和22日發行，2月23日，正式發布音樂錄影帶並在同一天首次登上韓國音樂節目《M Countdown》打歌，該組合隨後在同週於多個音樂節目表演Cupid。
由於組合發起的舞蹈挑戰，這首歌的「Twin」版本和加快版在TikTok上流行起來，到2023年4月，超過260萬部影片使用了這首歌的加快版，到2023年5月，這首歌已在總計8百萬部TikTok影片中使用，並在該平台上累積大約120億次觀看；由於「Twin」版本的病毒式成功，FIFTY FIFTY和Attrakt於2023年4月與華納唱片公司簽署了全球推廣協議。2023年4月8日，“Twin”的官方加快版通過華納以藝名「Sped Up 8282」在各種流媒體平台上發布，而Cupid的CD將會在2023年6月於目標商店發售。

## 音樂製作
Cupid由亞當·馮·門特策（Adam von Mentzer）、馬克·費蘭德-蔡（Mac Felländer-Tsai）和路易絲·烏丁（Louise Udin）共同作曲，這三個人另外與Siahn共同制作，并与Keena一起填詞。
Cupid以B小調，每分鐘120拍的節奏製作，組合的人聲橫跨G3低音到E♭5高音，這是一首聽起來“復古”的K-POP、迪斯可流行、合成器流行和泡泡糖歌曲，其時長大約三分鐘；歌詞描述了一個年輕女人的單戀和她墜入愛河的感覺，而他們被Sio描述為“純粹的、業餘的愛”；在這首歌的副歌中，組合用韓語唱道：“我给了丘比特第二次机会/我相信你我太愚蠢了/让我向你展示我的秘密爱情，这是真的吗？/丘比特好傻”，而「Twin」版本的副歌則改了歌詞：“我給了丘比特第二次機會/但現在我離開這裡感覺很愚蠢。”組合在歌曲上進行了和聲，其後半部分包括一個調性變化和Keena的說唱歌詞，但「Twin」版本缺少說唱歌詞，而伴奏以合成器和吉他为特色；《卫报》編者莫莉·雷克拉夫特将这首歌描述为“甜美但带有讽刺意味的流行音乐，让人想起爱莉安娜·格兰德和的热门歌曲”，并带有“怀旧的声音”。

## 專業評價
| 評論得分 | 評論得分 |
| 來源     | 評分     |
| -------- | -------- |
| IZM      | [ 25 ]   |

《IZM》記者給Cupid4.5顆星（滿分5顆星），寫道“FIFTY FIFTY找到了自己的顏色”，來自《Yes24》的音樂評論家注意到Cupid如何突出人聲，將人聲置於最前沿，而不是將聲音視為幾種樂器之一，並表示這種方法讓想起了2000年代後期的韓國歌曲，而不是現代韓流歌曲，《滾石雜誌》在其2023年年中最佳歌曲榜單中將這首歌描述為“優雅簡潔中令人愉悅，在迪斯可流行音樂中輕而易舉，具有2010年代初期流行音樂的輕鬆活力，人聲散發出酷炫的信心和贏得的溫暖，即使是忙碌的Doja式說唱。”

## 商業表現
Cupid最初在韓國並沒有像國外一樣成功，在2023年5月21日當周的Circle数字榜登上第8名，成為首支未在“四大”K-POP唱片公司（HYBE、YG、SM、JYP）之一下發行並獲得全球商業性成功的K-POP歌曲之一；FIFTY FIFTY出道123天後，Cupid在美國起初登上2023年3月25日當周的告示牌榜外單曲榜第12名，並擊敗上個紀錄的NewJeans出道156天登榜單曲Ditto，成為最快登上該排行榜的K-POP女子組合，其單曲在隔週登上告示牌百大單曲榜第100名，不僅是該組合首次登上該榜單，還成為最快進入該榜單的韓國藝人，甚至是繼Wonder Girls、防彈少年團、BLACKPINK、TWICE、和NewJeans之後第6個登上百大單曲榜的韓國組合，隨後該單曲在2023年5月20日當周登上第17名，以維持時間長達10周之久擊敗上個紀錄BLACKPINK和Ice Cream的8周，成為在告示牌百大單曲榜單上維持時間最久的K-POP女子組合，Cupid另外登上2023年3月11日當周的告示牌世界單曲銷售榜第8名，成為組合出道以來最快登上告示牌榜單的歌曲。

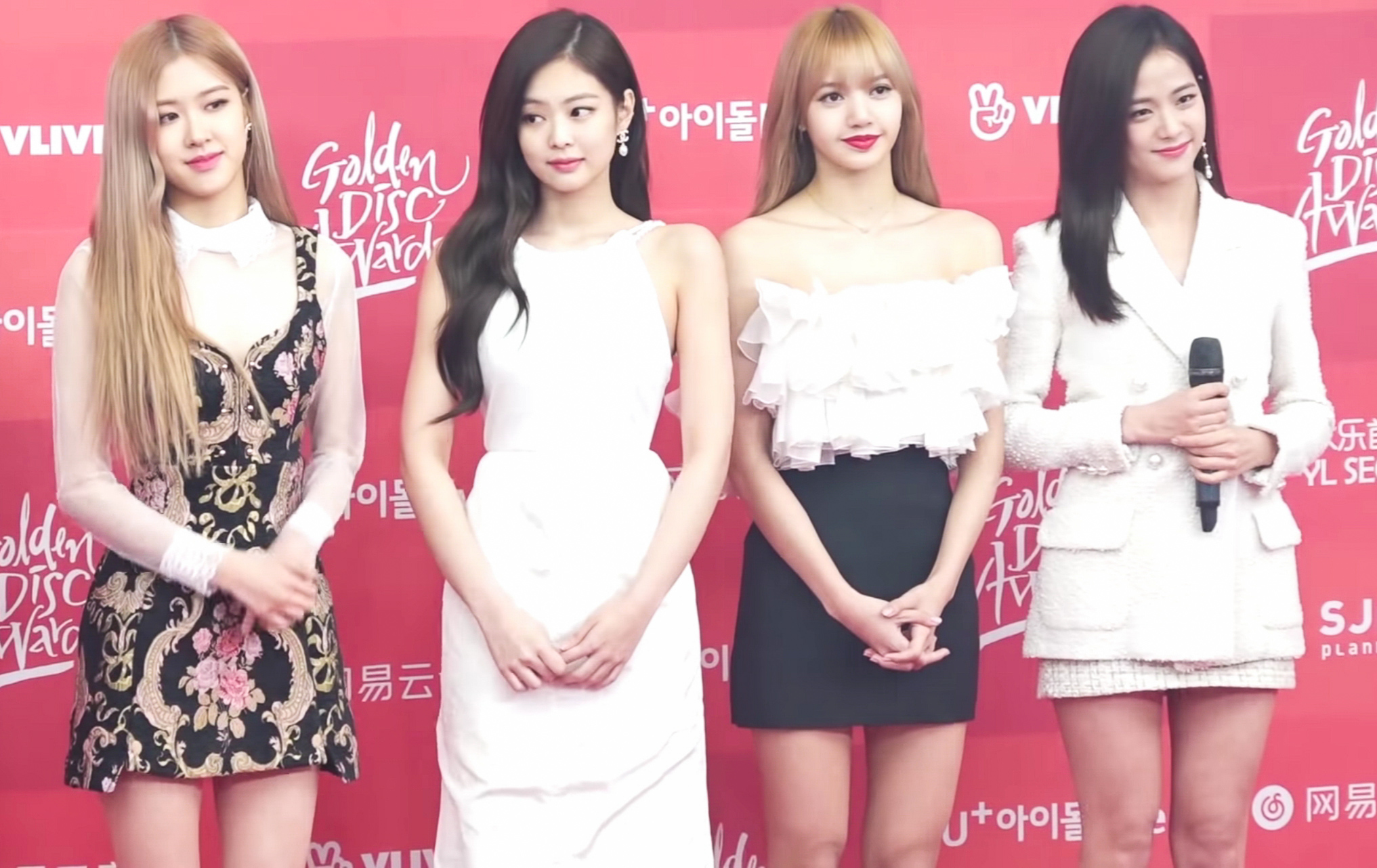
擊敗BLACKPINK（資料照）和赛琳娜·戈麦斯的成為在告示牌百大單曲榜榜上持續時間最久的K-POP女子組合歌曲

在英國，Cupid登上英國單曲排行榜第96名，使FIFTY FIFTY成為首個登上該榜單的K-POP組合，FIFTY FIFTY在該歌曲登上前40名而成為繼BLACKPINK之後第2個登上此紀錄的K-POP女子組合之後，Cupid隨後在2023年5月登上第8名，成為首個登上該榜單前10名的K-POP女子組合，並在該榜單維持時間長達10周之久；這首歌也在澳大利亚唱片业协会榜排名第二，在紐西蘭排名第一，並在兩者持續了兩週；Cupid在告示牌全球二百大單曲榜登上第2名，使FIFTY FIFTY成為繼防彈少年團、BLACKPINK、BIGBANG和NewJeans之後第5個登上該榜單前10名的韓國組合，Cupid在2023年5月27日當周的告示牌美國除外全球單曲榜登頂後，不僅使FIFTY FIFTY成為繼防彈少年團和BLACKPINK之後第3個登上該榜單冠軍的K-POP組合，還成為首個以出道曲登上該榜單冠軍的全女子組合，而Cupid在該榜單登頂維持長達2周；Cupid的「Twin」版本在發行94天後於Spotify成為第2快突破3億次串流的K-POP女子組合歌曲，僅次於BLACKPINK的Pink Venom。

## 曲目列表
- CD / 數位下載 / 串流（《The Beginning: Cupid》）

1. Cupid – 2:54
2. Cupid（「Twin」版本）– 2:54
3. Cupid（伴奏）– 2:54

- 數位下載 / 串流（加快版）

1. Cupid（「Twin」加快版）– 2:25

## 製作名單
以下資訊來源：Melon
- FIFTY FIFTY – 主唱
- SIAHN – 作詞、製作、編曲
- AHIN - 作詞
- Keena (FIFTY FIFTY) - 作詞 （原版）
- 亞當·馮·門特策 - 製作、作曲、編曲
- 馬克·費蘭德-蔡 - 製作、作曲、編曲
- 路易絲·烏丁 - 製作、作曲、編曲
- Oh Sung-keun – 音訊混音 （地點：Studio-T & The Givers）
- Cheon "bigboom" Hoon – 母帶後製 （地點：SONICKOREA（助手：Shin Sumin））

## 排行榜
| 排行榜（2023年）                     | 最高 排名 |
| ------------------------------------ | --------- |
| 澳大利亚（澳大利亚唱片业协会單曲榜） | 2         |
| 奥地利（Ö3四十强单曲榜）             | 36        |
| 比利时佛兰德（Ultratop五十强单曲榜） | 46        |
| 加拿大（加拿大百強單曲榜）           | 6         |
| 捷克（百強數位單曲榜）               | 50        |
| 法國（SNEP）                         | 98        |
| 德国（德國官方單曲榜）               | 51        |
| 全球（《告示牌》全球二百大單曲榜）   | 2         |
| 希臘（IFPI國際單曲榜）               | 53        |
| 香港（《告示牌》）                   | 1         |
| 匈牙利（四十強單曲榜）               | 17        |
| 印度（《告示牌》）                   | 17        |
| 印度（IMI國際二十大單曲榜）          | 2         |
| 印尼（《告示牌》）                   | 1         |
| 愛爾蘭（愛爾蘭唱片音樂協會单曲榜）   | 14        |
| 以色列（mako熱單） 「Twin」版本      | 85        |
| 日本（《日本告示牌》發現歌曲榜）     | 16        |
| 立陶宛（AGATA）                      | 16        |
| 盧森堡（《告示牌》）                 | 11        |
| 馬來西亞（《告示牌》）               | 1         |
| 馬來西亞（RIM國際歌曲榜）            | 1         |
| MENA（IFPI）                         | 5         |
| 荷蘭（Tipparade）                    | 8         |
| 荷兰（百强单曲榜）                   | 57        |
| 新西兰（新西兰唱片音乐协会单曲榜）   | 1         |
| 挪威（VG-lista）                     | 16        |
| 菲律賓（《告示牌》）                 | 2         |
| 波蘭（百大串流歌曲榜）               | 72        |
| 葡萄牙（葡萄牙唱片業協會单曲榜）     | 48        |
| 新加坡（RIAS）                       | 1         |
| 斯洛伐克（百強數位單曲榜）           | 55        |
| 韓國（Circle数字榜） 原版            | 9         |
| 韓國（Circle数字榜） 「Twin」版本    | 78        |
| 瑞典（Sverigetopplistan）            | 58        |
| 瑞士（瑞士热门音乐榜）               | 29        |
| 台灣（《告示牌》）                   | 9         |
| 英國（官方榜单公司單曲榜）           | 8         |
| 英國（官方榜单公司獨立榜）           | 18        |
| 美國（《告示牌》百大單曲榜）         | 17        |
| 美國（《告示牌》流行歌曲榜）         | 30        |
| 美國（《告示牌》世界單曲暢銷榜）     | 2         |
| 越南（越南百強單曲榜）               | 1         |

| 排行榜（2023年）                              | 最高 排名 |
| --------------------------------------------- | --------- |
| 韓國（Circle数字榜） 原版                     | 27        |
| 韓國（Circle数字榜） “Twin”版本               | 126       |
| 韓國（Circle專輯榜） 《The Beginning: Cupid》 | 59        |

## 銷售認證
| 地區                           | 认证 | 认证单位/销量 |
| ------------------------------ | ---- | ------------- |
| 澳大利亚（澳大利亚唱片业协会） | 金   | 35,000‡       |
| 加拿大（加拿大音乐协会）       | 白金 | 80,000‡       |
| 新西兰（新西兰唱片音乐协会）   | 金   | 15,000‡       |
| 英国（英国唱片业协会）         | 银   | 200,000‡      |
| ‡僅含認證的+實際銷量           |      |               |

## 發行歷史
| 地區   | 日期          | 格式              | 版本               | 廠牌                       | 來源   |
| ------ | ------------- | ----------------- | ------------------ | -------------------------- | ------ |
| 全球   | 2023年2月24日 | 數位音樂下載 串流 | 原版 「Twin」 伴奏 | Attrakt Interpark 韓國華納 | [ 90 ] |
| 全球   | 2023年3月21日 | CD                | 原版 「Twin」 伴奏 | Attrakt Interpark 韓國華納 | [ 91 ] |
| 全球   | 2023年4月10日 | 串流              | 「Twin」加快版     | Attrakt 韓國華納           | [ 92 ] |
| 義大利 | 2023年4月21日 | 电台              | 「Twin」           | 華納唱片                   | [ 93 ] |
| 美國   | 2023年5月9日  | 當代流行電台      | 「Twin」           | 華納唱片                   | [ 94 ] |
| 美國   | 2023年6月5日  | 成人当代电台      | 「Twin」           | 華納唱片                   | [ 95 ] |